# Pollagh
Pollagh (en irlandés Pollach) es una pequeña población irlandesa situada en la Isla Achill, condado de Mayo, en la localidad de Keel - Dooagh.
Achill es conocida por su larga y fuerte tradición de bandas de gaitas que, durante el día de San Patricio, desfilan en toda la isla.